# Агамеда
Aгамеда (старогрчки: Ἀγαμήδη) је име које се приписује двема женама у старогрчкој митологији и легендама

## Митологија
Агамеда (дванаести век п. н. е.) је, према Хомеру, била грчка лекарка која је знала исцелитељске моћи свих биљака који расту на земљи. Рођена је у Елиди као најстарија ћерка Аугије, Краља епејаца. Била је удата за Мулија, првог човека убијеног у бици у раду између Елиде и Пилоса, од стране Нестора. По Хигину, она је мајка Омфале, Актора и Диктуса, чији је отац Посејдон. До Хеленистичке ере, (од 4. до 1. века п. н. е.), Агамеда је постала симбол чаробњаштва, попут Кирке и Медее.

## Историја
Агамеда је била ћерка Макареја. Верује се да је Агамеда, место на Лезбосу, по њој добило име. Град је већ нестао до Плинијевог времена. Године 2002. пронађени су остаци античког града Агамеде на брду Воунаросу, 3 km северно од античке Пирије.